# 504 (číslo)
Pět set čtyři je přirozené číslo. Následuje po číslu pět set tři a předchází číslu pět set pět. Římskými číslicemi se zapisuje DIV a řeckými číslicemi φδ.

## Matematika
504 je:
- Abundantní číslo
- Složené číslo
- Nešťastné číslo

## Astronomie
- (504) Cora je planetka hlavního pásu, kterou v roce 1902 objevil Solon Irving Bailey

## Ostatní
- +504 je mezinárodní telefonní předvolba Hondurasu

## Roky
- 504
- 504 př. n. l.